# Back to the Egg
Albums de Wings
Wings Greatest
(1978) All the Best!
(1987)
Albums par Paul McCartney
Wings Greatest
(1978) McCartney II
(1980)
Back to the Egg est le septième et dernier album studio du groupe Wings, paru en 1979. Il montre une nouvelle formation du groupe puisque le trio de l'album précédent, formé par le couple Paul et Linda McCartney avec Denny Laine est rejoint par Laurence Juber et Steve Holley.
Face à la vague punk, McCartney répond avec un album de rocks vivants dans la veine de Helter Skelter et offre également quelques ballades. Revers de la médaille, l'album comprend peu de chansons restées célèbres et les singles qui l'accompagnent se vendent mal.
La critique se montre très mitigée concernant Back to the Egg. L'accueil du public est moins enthousiaste que pour les précédents opus : l'album se classe 6e au Royaume-Uni où il est cependant disque d'or et 8e aux États-Unis où il est cependant disque de platine.

## Historique
Unique album des Wings à paraître chez Columbia sur le continent nord-américain, Back to the Egg sort à la fin des années 1970, une époque où le punk rock fait des ravages et relègue le groupe de McCartney dans la catégorie des « dinosaures » du rock.
Le trio formé par McCartney, sa femme Linda et de Denny Laine est renforcé par l'arrivée du guitariste Laurence Juber et du batteur Steve Holly pour enregistrer un album de rock brut (comme le prouve notamment le titre Old Siam, Sir) et de ballades.
McCartney invite aussi une vingtaine de musiciens rock de renom tels Pete Townshend (The Who), John Bonham et John Paul Jones (Led Zeppelin) et David Gilmour (Pink Floyd) à faire partie de son Rockestra avec lequel il enregistre l’instrumental Rockestra Theme et la chanson So Glad To See You Here. Une version différente de ce supergroupe sera entendu lors du spectacle bénéfice Concerts for the People of Kampuchea la même année. Gilmour et McCartney se retrouveront en 1984 pour la chanson No More Lonely Nights de l'album Give My Regards to Broad Street puis en 1989 sur la pièce We Got Married pour le disque Flowers in the Dirt et à nouveau sur l'album Run Devil Run paru en 1999.
On y retrouve aussi The Broadcast, une pièce expérimentale où une mélodie jouée au piano et orchestre, accompagne la lecture d'un texte tiré du livre The Little Man de John Galsworthy et lu par Harold Margary, propriétaire du château Lympne dans le Kent, datant du XIIe siècle, dans lequel le groupe travaillait. Sa femme, Deirdre, a également lu un extrait, cette fois de la chanson The Poodle and the Pug, tiré de l'opéra Big Ben écrit en 1946. On peut l'entendre sur la pièce Reception. En 2015, McCartney réenregistre le dernier morceau de l'album, Baby's Request, pour l'album Kisses on the Bottom qu'il a produit avec la pianiste jazz canadienne Diana Krall.
Bien que Goodnight Tonight, sorte de rock/disco, sorti seulement en single en mars 1979, connaisse un succès public, Back to the Egg, quant à lui ne fait pas l'unanimité. Si la critique est mitigée, l'accueil public se ressent au point de vue des ventes, se classant à une modeste 6e place au Royaume-Uni et une 8e place aux États-Unis. Les estimations de ventes mondiales sont de 3 500 000 exemplaires.

## Liste des chansons
Toutes les chansons sont de Paul McCartney, sauf mention contraire.

### Face 1
1. Reception – 1:08
2. Getting Closer – 3:22
3. We're Open Tonight – 1:28
4. Spin It On – 2:12
5. Again And Again And Again (Denny Laine) – 3:34
6. Old Siam, Sir – 4:11
7. Arrow Through Me – 3:37

### Face 2
1. Rockestra Theme – 2:35
2. To You – 3:12
3. After the Ball / Million Miles – 4:00
4. Winter Rose / Love Awake – 4:58
5. The Broadcast – 1:30
6. So Glad to See You Here – 3:20
7. Baby's Request – 2:49

### Titres bonus
La version remasterisée de 1993 inclut trois titres bonus :
1. Daytime Nightime Suffering – 3:23
2. Wonderful Christmastime – 3:49
3. Rudolph the Red-Nosed Reggae (Johnny Marks) – 1:48

Un titre bonus supplémentaire est disponible au téléchargement sur iTunes :
1. Goodnight Tonight (version longue) – 7:16

## Classement
| Classement                     | Meilleure position |
| ------------------------------ | ------------------ |
| Australie (Kent Music Report)  | 3                  |
| Autriche (Ö3 Austria Top 40)   | 12                 |
| Canada (RPM Album Charts)      | 2                  |
| États-Unis (Billboard Hot 200) | 8                  |
| Norvège (VG-lista)             | 5                  |
| Nouvelle-Zélande (RIANZ)       | 9                  |
| Pays-Bas (Mega Album Top 100)  | 11                 |
| Suède (Sverigetopplistan)      | 5                  |

## Fiche de production

### Interprètes
Wings
- Paul McCartney : chant, chœurs, guitare acoustique, guitare électrique, basse, piano, concertina, clavecin
- Linda McCartney : claviers, chœurs
- Denny Laine : guitares acoustique et électrique, chant
- Laurence Juber : guitares acoustique et électrique, guitare synthétiseur, basse
- Steve Holly : batterie, percussions

Musiciens additionnels
Rockestra
- David Gilmour : guitare
- Hank Marvin : guitare
- Pete Townshend : guitare
- John Paul Jones : basse, piano
- Ronnie Lane : basse
- Bruce Thomas : basse
- Gary Brooker : piano
- Tony Ashton : claviers
- John Bonham : batterie
- Kenny Jones : batterie
- Speedy Acquaye : percussions
- Tony Carr : percussions
- Ray Cooper : percussions
- Morris Pert : percussions
- Howie Casey : cuivres
- Tony Dorsey : cuivres
- Steve Howard : cuivres
- Thaddeus Richard : cuivres
- Black Dyke Mills Band : cuivres